# Zonsverduistering van 24 augustus 2063

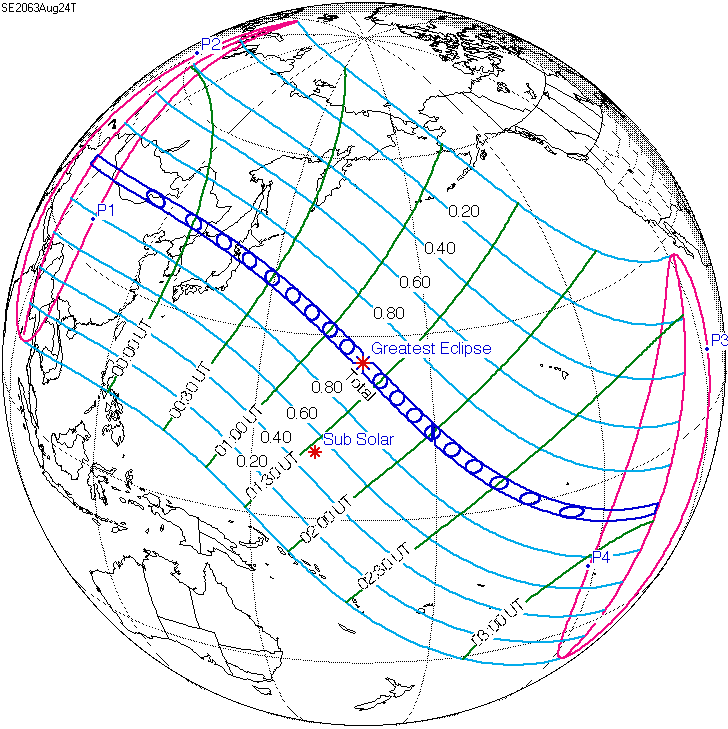
De totale zonsverduistering vindt plaats tussen de blauwe lijnen.

De totale zonsverduistering van 24 augustus 2063 zal achtereenvolgens te zien zijn in de volgende zeven landen: China, Mongolië, Noord-Korea, Rusland, Japan, Malden (Kiribati) en Frans-Polynesië.

## Lengte

### Maximaal
Het punt met maximale totaliteit ligt op zee ver weg van enig bewoond gebied en duurt 5m48,9s.

### Limieten
| Fenomeen                    | Code | Tijdstip UTC |
| --------------------------- | ---- | ------------ |
| Eerste contact bijschaduw   | P1   | 22:45:29.1   |
| Eerste contact kernschaduw  | U1   | 23:39:58.1   |
| Kernschaduw compleet vanaf  | U2   | 23:43:06.3   |
| Bijschaduw compleet vanaf   | P2   | 00:41:34.9   |
| Maximum eclips              | GE   | 01:20:05.1   |
| Bijschaduw compleet t/m     | P3   | 01:58:54.1   |
| Kernschaduw compleet t/m    | U3   | 02:57:12.7   |
| Laatste contact kernschaduw | U4   | 03:00:20.8   |
| Laatste contact bijschaduw  | P4   | 03:54:46.8   |